# كلارنس جي. براون
كلارنس جي. براون هو رئيس ‏ وفلاح وناشر وعالم إحصاء وشخصية أعمال وسياسي أمريكي، ولد في 14 يوليو 1893 في بلانشستر في الولايات المتحدة، وتوفي في 23 أغسطس 1965 في بيثيسدا في الولايات المتحدة. نشط حزبياً في الحزب الجمهوري.

## مناصب
- انتخب مندوب [الإنجليزية]‏ ( – 1936).
- انتخب Ohio Secretary of State [الإنجليزية]‏ (1927 – 1933).
- انتخب نائب حاكم ولاية أوهايو [الإنجليزية]‏ (1919 – 1923).
- انتخب عضو مجلس النواب الأمريكي [الإنجليزية]‏ (3 يناير 1939 – 23 أغسطس 1965).